# ستغسدن (بيدفوردشير)
ستغسدن (بالإنجليزية: Stagsden)‏ هي قرية وأبرشية مدنية تقع في المملكة المتحدة في إنجلترا. يقدر عدد سكانها بـ 354 نسمة .